# Туве Янссон
Ту́ве Марі́ка Я́нссон (швед. Tove Marika Jansson; 9 серпня 1914, Гельсінкі, Велике князівство Фінляндське — 27 червня 2001, Гельсінкі) — фінська художниця, романістка, дитяча письменниця, ілюстраторка, авторка коміксів та політична карикатуристка шведського походження. Впродовж 1930—1938, вивчала мистецтво у Гельсінкі, Стокгольмі та Парижі. В той ж час малювала короткі історії та статті для публікацій, разом з ілюстраціями для книжкових обладинок, реклам та листівок. Створювала ілюстрації для обкладинок своїх книг та книг іноземних авторів, таких як Аліса у Дивокраї та Гобіт, або Туди і звідти.
Авторка всесвітньо відомих казкових творів про мумі-тролів, починаючи з книги Мумі і велика повінь, опублікованої в 1945 році. Її розповіді про мумі-тролів екранізувались в театрах, кіно та операх. Через богемних, толерантних і гумористичних мумі-тролів Янссон також природно займалася важкими темами, такими як самотність, неповноцінність і смерть. Філософія книг Мумі-тролів також дала багато для дорослих читачів, і Янссон була майстерною в зображенні дитячих і дорослих ролей у всьому світі.
Володарка премії імені Г. К. Андерсена (1966) та літературної премії Сельми Лагерлеф (1992). Книги Янссон, написані шведською, були перекладені 45 мовами. Після «Калевали» та книг Міки Валтарі це найбільш перекладені твори фінської літератури. В 2020 році, міністерство внутрішніх справ Фінляндії внесло 9 серпня як день пам'яті письменниці та фінського мистецтва.

## Життєпис

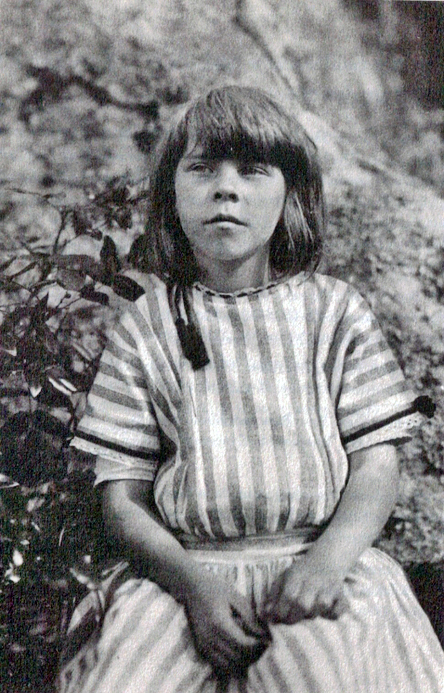
Тувн Янссон в 1923 році

Туве Маріка Янссон народилась 9 серпня 1914 у Великому князівству Фінляндському, автономного регіону Російської імперії. Зростала у творчій атмосфері. Її батьки були представниками шведомовних меншин у Фінляндії. Батько Віктор Янссон був скульптором воєнних монументів, сконструював статуї свободи в Лахті, Тампере. Мати — Сіґне Гаммарстен-Янссон, художниця, графікеса, ілюстраторка, карикатуристка, художниця марок, що працювала для Банку Фінляндії. Обидва батьки познайомились в Парижі під час навчання в Академії Ґранд-Шом'єр та одружились в 1913. Мала двох братів, котрі також стали художниками: Пер Олов Янссон, став фотографом, Ларс Янссон, письменник та автор мультфільмів. Її дядько, Єнар Хаммарстен, був шведським професором фармацевтики та хімії в Каролінському інституті.
У дитинстві Туве родина майже по пів року жила в будиночку рибалки на невеликому острові у Фінській затоці Балтійського моря, де Туве гуляла в лісі, фантазуючи про дивовижних істот. Мисткиня розпвідала, що «…без щасливих дитячих років, проведених біля моря…», вона «…ніколи б не почала писати».
Одного разу Туве сперечалася з братом і, передражнюючи його, намалювала на стіні маленького бегемота, що під іменем Мумі-троль пізніше стане найвідомішим казковим персонажем.
Закінчивши середню школу, Янссон вивчала художнє мистецтво у Гельсінкі, Стокгольмі, Флоренції, Парижі. Її художні роботи представлялися на багатьох виставках Фінляндії і Швеції, а перша персональна виставка відкрита у Гельсінкі у 1943 році. Янссон любила англійську літературу і тому з особливим запалом працювала над малюнками до книжок Льюїса Керролла та Джона Толкіна.
У 1938 році написала і проілюструвала власну книжку — казкову повість «Маленькі тролі та велика повінь» (1942) — і, нарешті, «…відчула справжню свободу, коли сама почала виконувати обидва види роботи». Але книжка побачила світ лише за три роки (1945). Як тільки це сталося, Янссон зрозуміла, що не в змозі назавжди забути про мумі-тролів, і написала книжку «Комета прилітає» (1946), згодом — «Капелюх Чарівника» (1949) та низку інших продовжень. Так з'явилося чимало надзвичайних книжок з витонченими, оригінальними малюнками.
У 1953–1960 роках Туве Янссон створювала комікси для лондонської газети «The Evening News».

Популярність письменниці швидко вийшла за межі Фінляндії. Книжки про мумі-тролів були написані шведською; нині вони відомі у всьому світі в перекладах понад 30 мовами. Саме книжки про мумі-тролів принесли Янссон загальне визнання, численні премії та нагороди, найголовніша з яких — премія імені Ганса Крістіана Андерсена (1966). На початку 1978 року за бажанням польських дітей письменницю було нагороджено Орденом Усмішки.

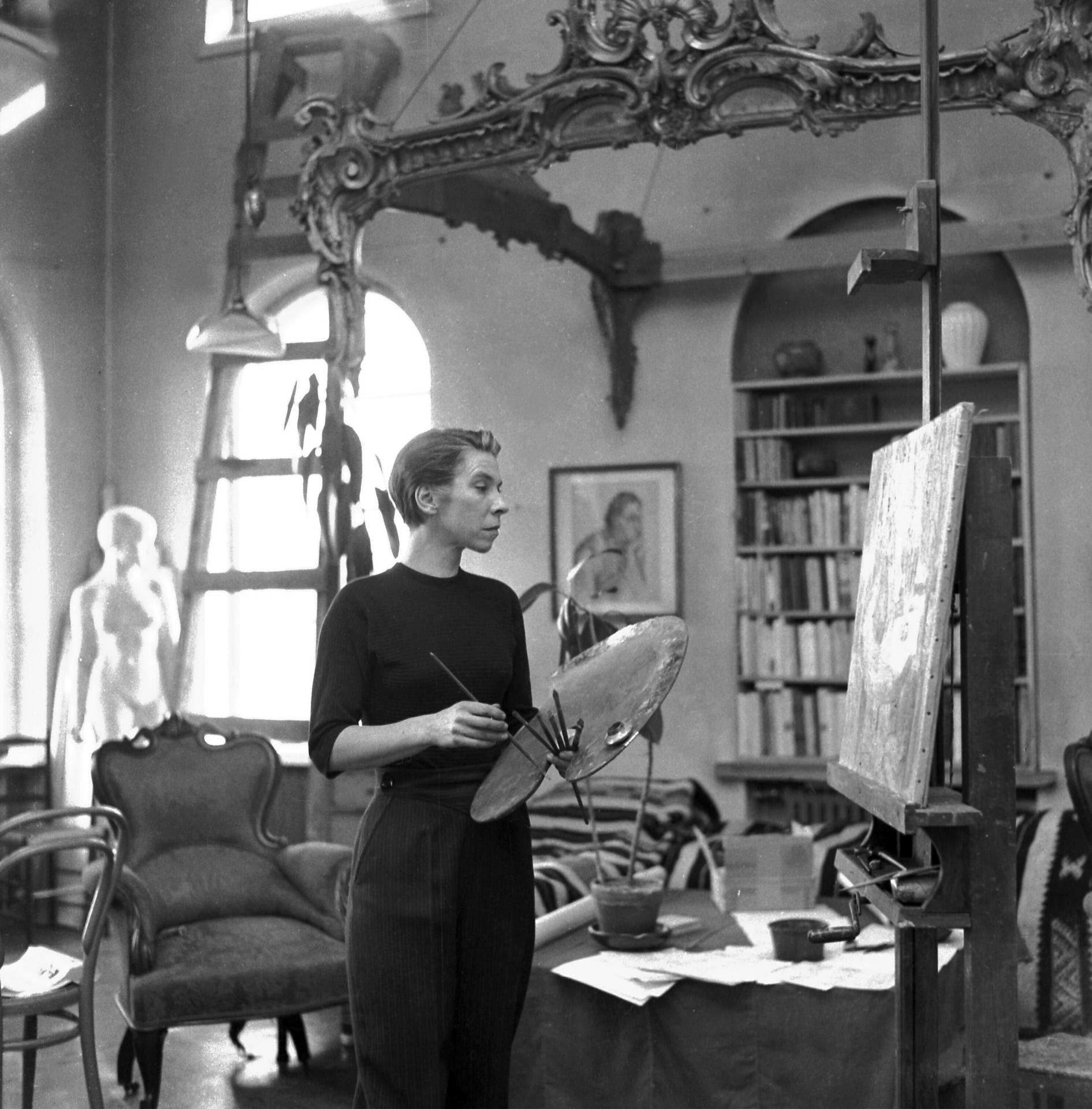
Янссон у своєму будинку-майстерні, 1956

Казки Янссон екранізувалися. Польська кіностудія за контрактом з Янссон здійснила випуск 39 серій лялькових короткометражних фільмів, що складаються з трьох циклів; шведське телебачення зняло повнометражний фільм за її книгою «Між дитиною і дорослим».

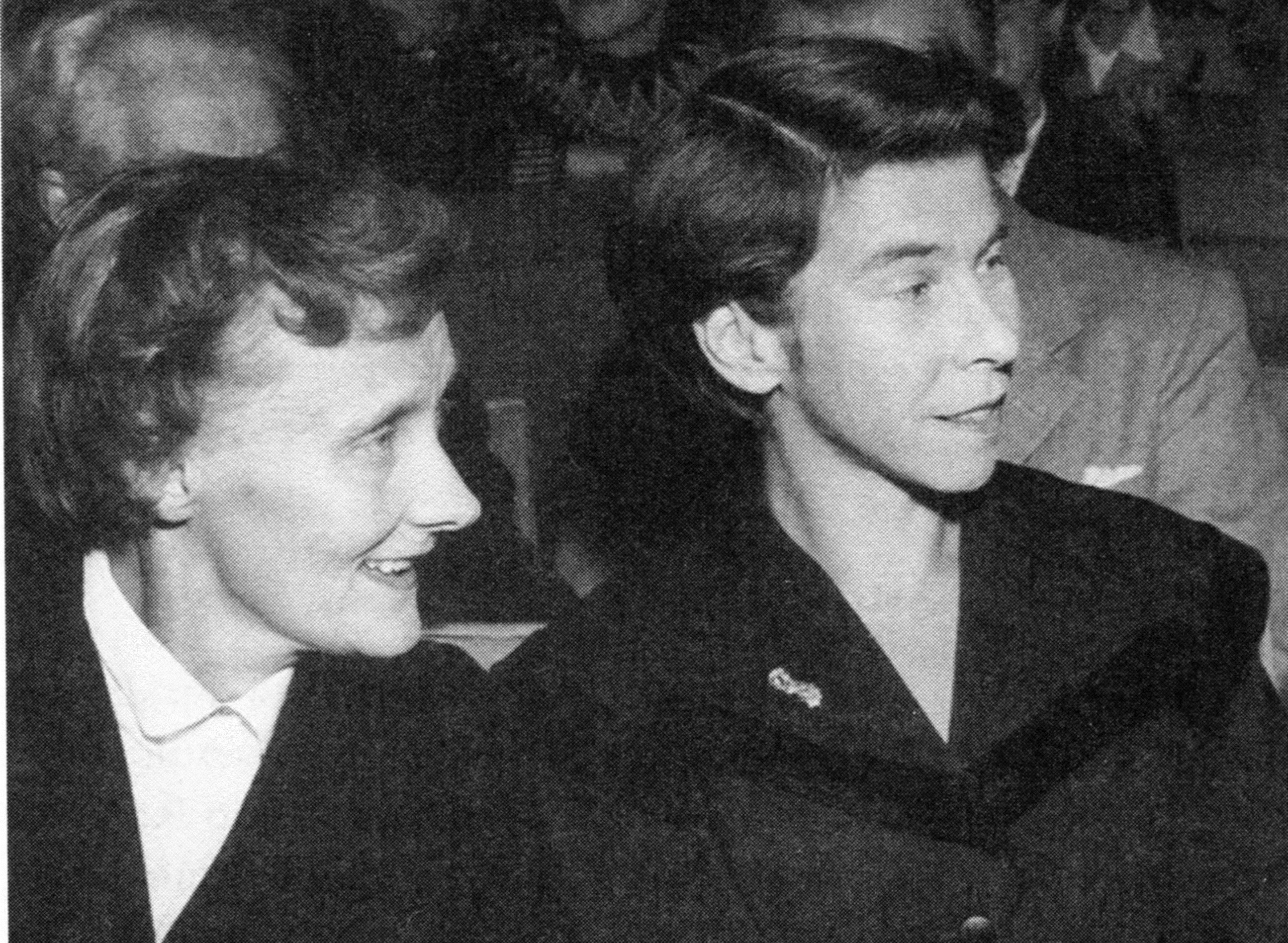
Туве Янссон з Астрід Ліндґрен, Стокгольм, 1958

Туве Янссон багато працювала для театру, який завжди був її пристрастю. За ініціативи письменниці почали йти вистави за мотивами мумі-казок, у підготовці яких (включаючи акторські костюми) вона брала активну участь. У Шведському театрі 1949 року ставиться п'єса «Комета прилітає», а 1958 року в Лілла-театрі пройшла п'єса за участю самої Янссон. 1974 року в Національному оперному театрі йшла «Мумі-опера».
Більшість казкових повістей Янссон — пригодницького характеру. Їй притаманний психологізм у зображенні дійових осіб, реалістична деталізація у змалюванні природи та побуту мешканців Долини мумі-тролів. Казковості творам надають насамперед персонажі, що є витвором фантазії авторки. У кожному з них наче втілюються ті чи інші прагнення дітей, риси їх характеру: жага до нового, таємничого і чарівного («Комета прилітає»), до будівництва і винахідництва («Мемуари тата Мумі-троля»), доброта і любов до малих і слабких («Зима-чарівниця», «Невидиме дитятко», «А що буде потім?», «Хто розважить малятко?»), цікавість до непізнаних сил природи («Тато і море»), схильність до гри й перевтілення («Небезпечне літо»), прагнення самостійності та любов до свободи («Пізньою осінню в листопаді»). Все це є життєвими принципами Янссон.
Письменниця розповіла, що задовго до того, як Мумі-троль зажив самостійним життям на сторінках її літературних казок, вона зображала його маленьку постать на карикатурах замість власного підпису.

## Особисте життя

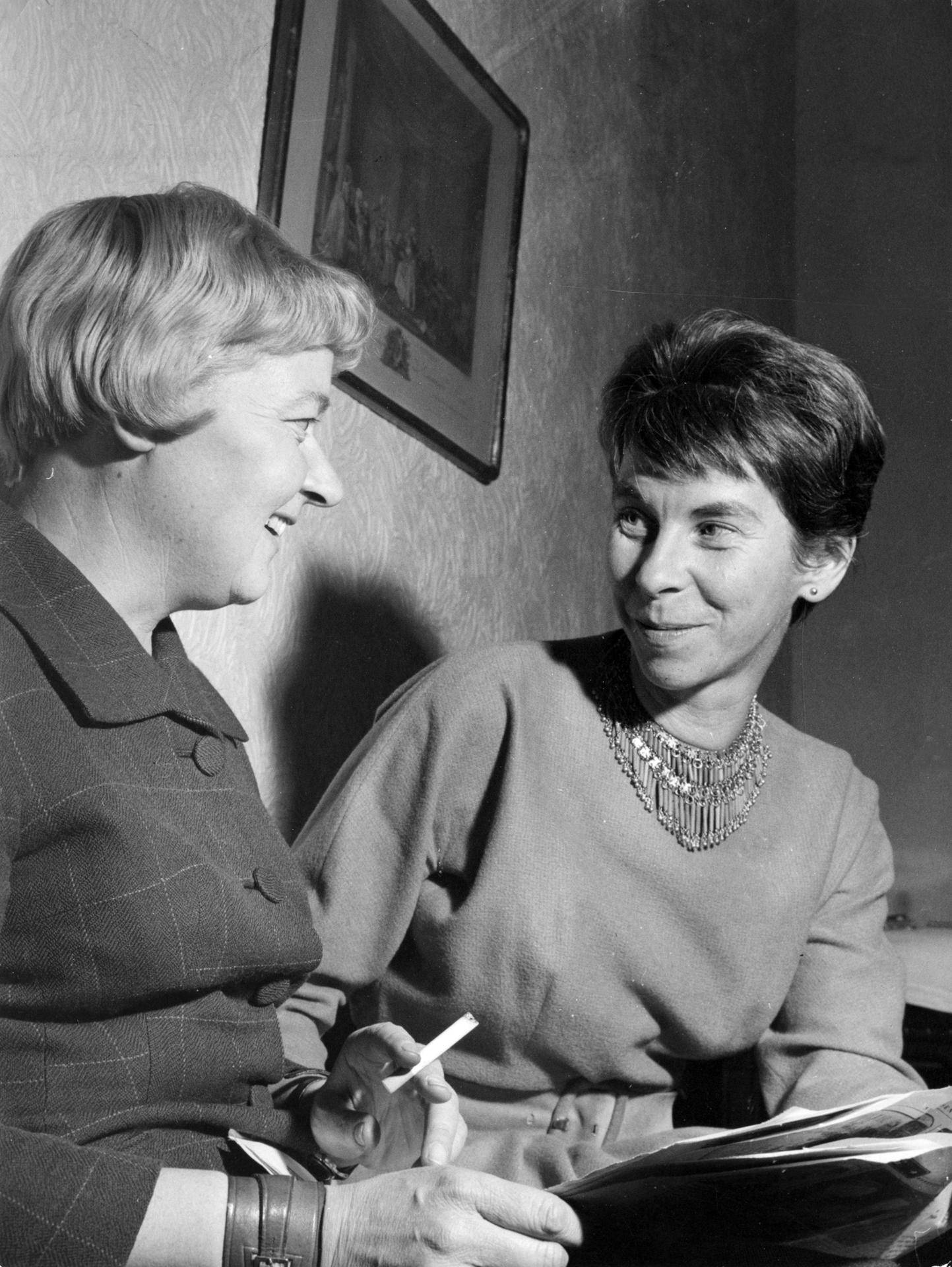
Туве Янссон з Тууліккі Пієтілою, 1960 рік

Янссон мала кілька стосунків з чоловіками, серед яких політичний філософ Атос Віртанен (став прототипом мумі-троля Нюхмумрика). Однак зрештою вона «перейшла на бік привидів», як вона висловилася, — кодований вислів для гомосексульності  — і почала таємний роман з одруженою режисеркою театру Вівікою Бендлер.
У 1956 році Янссон познайомилася з Тууліккі Пієтілою — партнеркою, з якою прожила усе життя. У Гельсінкі вони жили окремо, в сусідніх кварталах, ходили одна до одної приватно через мансардний коридор. У 1960-х вони побудували будинок на крихітному безлюдному острові у Фінській затоці, за 100 кілометрів (62 милі) від Гельсінкі, куди вони тікали на літні місяці. Подорожі та літа, проведені разом з Пієтіла на острові Кловхару в Пеллінкі, були зафіксовані у кількагодинному фільмі. З цих кадрів було знято кілька документальних фільмів, останній — «Haru, yksinäinen saari» («Хару, самотній острів») (1998) і Tove ja Tooti Euroopassa («Туве і Туті в Європі») (2004).  Є припущення, що персонаж Ту-Тікі, мудра людина, яка носить червону смугасту сорочку і має портфель, був натхненний Пієтілою.
Туве Янссон померла 27 червня 2001 року у віці 86 років від раку легенів. Похована разом зі своїми батьками та братом Ларсом на кладовищі Гієтаніемі в Гельсінкі.

## Родина

Туве Янссон з матір'ю, Сіґне Гаммарстен-Янссон, 1963

- Дід і бабуся: Юліус Віктор Янссон (1862—1892) одружився з Йоганною Терезією Карлссон (1864—1938)
  - Батько і мати: Віктор Бернхард Янссон (1886—1958) одружився з Сіґне Гаммарстен (1882—1970)
    - Туве Маріка Янссон (1914—2001), партнерство з Тууліккі «Туті» Пієтіла (1956–до смерті)
    - Брат: Пер Олов Янссон (1920—2019)
    - Брат: Ларс Янссон (1926—2000)
      - Племінниця: Вівіка Софія Янссон (нар. 1962) одружилася з Замброю
        - Джеймс Замбра (нар. 1989)
        - Томас Замбра (нар. 1992)

  - Дядько: Юліус Едвард Янссон (нар. 1887) одружився з Тойні Марією Ільмонен

## Спадщина

Туве Янссон з нагородою імені Ганса Крістіана Андерсена, 1962

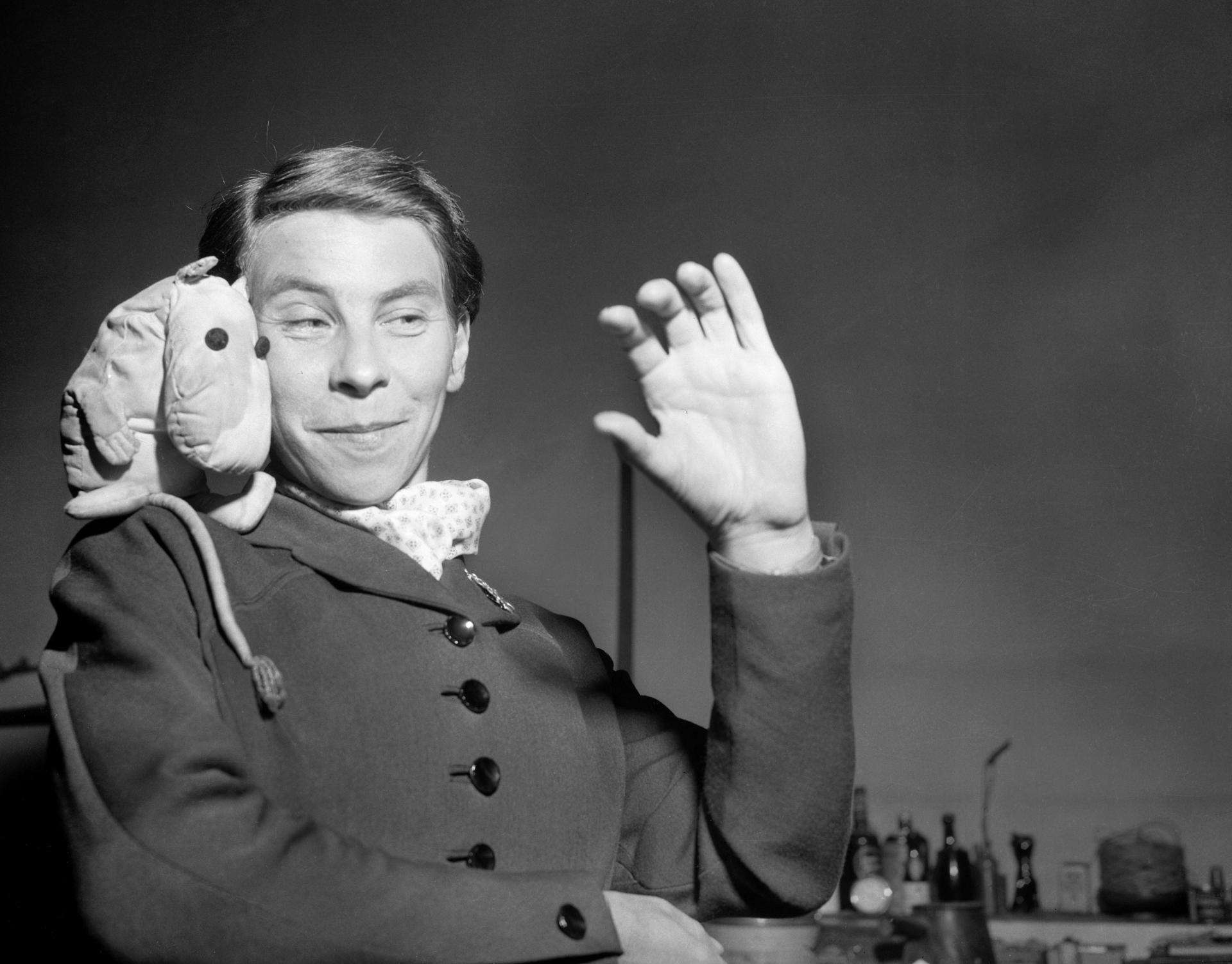
Янссон з фігуркою мумі-троля у себе вдома, 1954

Премія імені Ганса Крістіана Андерсена, яку присуджує щодвароки Міжнародна рада з молодіжної книги, є найвищим визнанням, доступним для письменника чи ілюстратора дитячих книжок. Янссон здобула цю премію в 1966 році.
У 1968 році шведське громадське телебачення SVT зняло документальний фільм про Туве Янссон «Мумі-тролі та гавань» (39 хв.). Перша велика ретроспективна виставка мистецтва Янссон у Великій Британії відбулася в Dulwich Picture Gallery, 2017—2018.
Музей Мумі-тролів у Тампере демонструє велику частину робіт Янссон про мумі-тролів. У Наанталі також є тематичний парк «Світ мумі-тролів».
Туве Янссон була обрана головним мотивом у 2004 році при карбуванні фінської пам'ятної монети номіналом 10 євро «Туве Янссон» і пам'ятної монети «Дитяча культура Фінляндії». На аверсі поєднано портрет Янссон з кількома об'єктами: горизонтом, палітрою художника, півмісяцем і вітрильним човном. На реверсі зображено три персонажі умі-тролів. 2014 року вона знову була зображена на пам'ятній монеті номіналом 10 і 20 євро, ставши єдиною людиною, крім колишнього президента Фінляндії Урхо Кекконена, яка отримала дві такі монети. Янссон також зображено на пам'ятній монеті номіналом 2 євро, яка надійшла в обіг у червні 2014 року.
З 1988 року пошта Фінляндії випустила кілька наборів поштових марок і одну листівку з мотивами мумі-тролів. 2014 року Туве Янссон була зображена на наборі фінських марок.
У 2014 році місто Гельсінкі вшанувало Янссон, перейменувавши парк у Катаянокці на Парк Туве Янссон (фін.: Tove Janssonin puisto, шв.: Tove Janssons park). Парк розташований неподалік від будинку дитинства Янссон.
У березні 2014 року Художній музей Атенеум відкрив велику виставку до сторіччя, на якій демонструються роботи Янссон як художниці, ілюстраторки, політичної карикатуристки та творчині мумі-тролів. За пів року виставку відвідали майже 300 тисяч осіб. Після Гельсінкі виставка вирушила в тур Японією, щоб відвідати п'ять японських музеїв.
У 2012 році BBC транслювало одногодинний документальний фільм про Янссон, Мумі-країни: життя Туве Янссон.
З жовтня 2017 року по січень 2018 року в Dulwich Picture Gallery проходила виставка картин, ілюстрацій і карикатур Янссон.  Це була перша велика ретроспективна виставка її робіт у Сполученому Королівстві.
З новим мультсеріалом «Долина Мумі-тролів», який вийшов у 2019 році, Ріанна Пратчетт написала статтю про вплив Туве Янссон на її батька, сера Террі Пратчетта; вона назвала Янссон однією з найвидатніших дитячих письменниць, які коли-небудь існували, і назвала її твори стали однією з причин, чому батько став письменником.
У жовтні 2020 року вийшов байопік під «Туве» режисера Заїди Бергрота.

## Нагороди

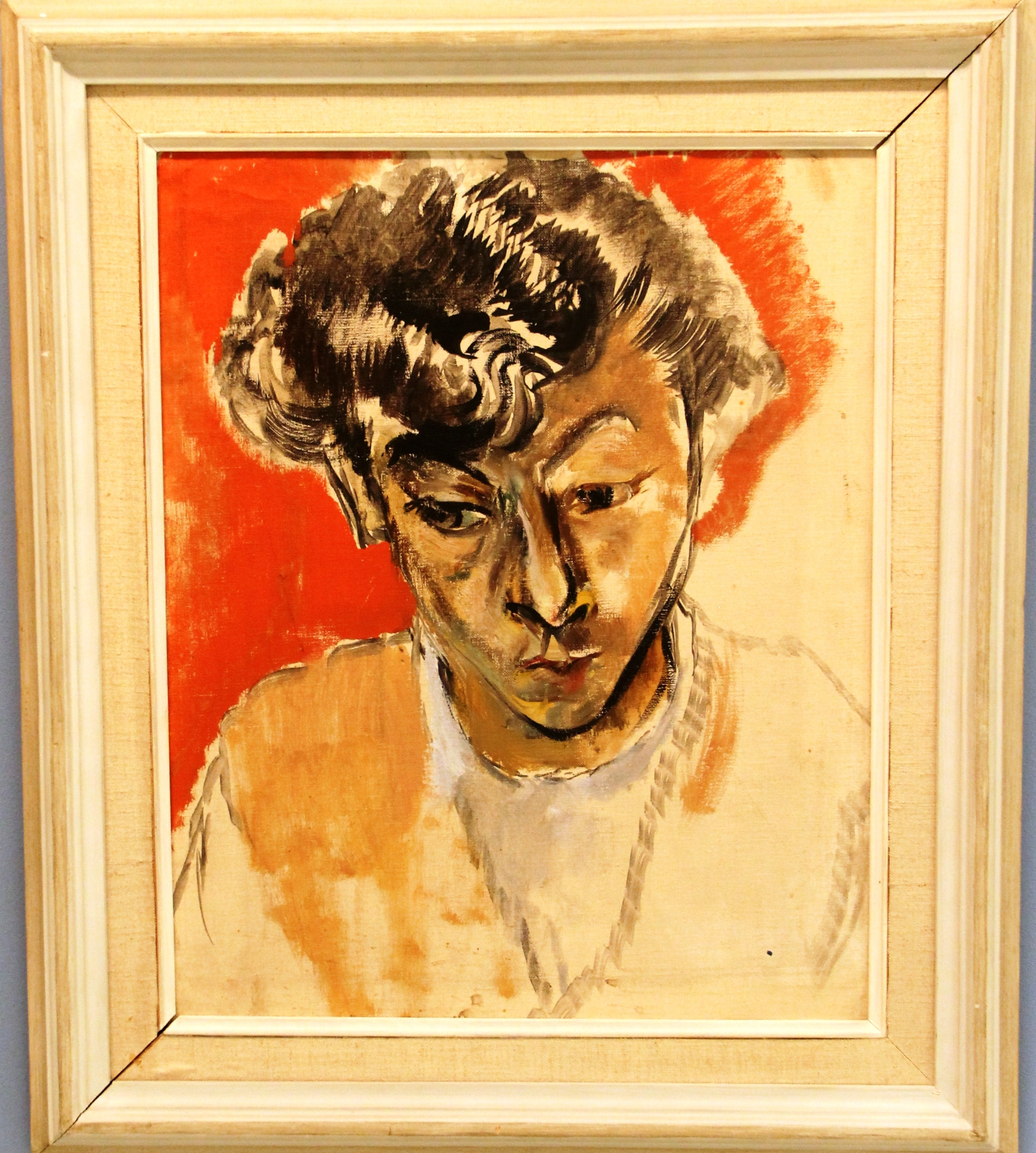
Портрет Туве Янссон роботи Eemu Myntti, 1930-ті

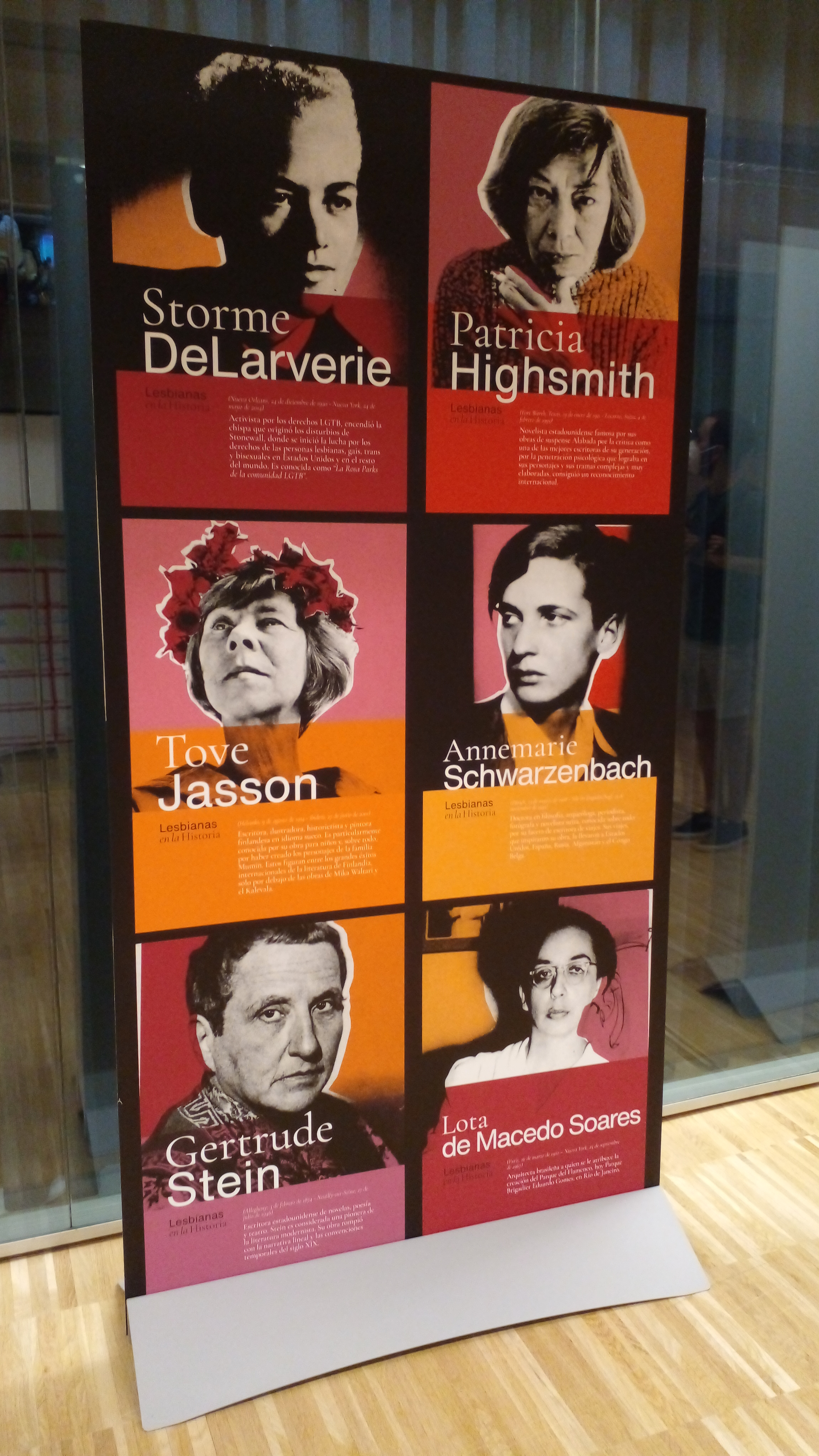
Туве Янссон у ЛГБТ-центрі Барселони, 2022

- Премія імені Ганса Крістіана Андерсена (1966).
- Премія газети «Svenska Dagbladet» (1952).
- Медаль Нільса Гольґерсона за книжку «А що буде потім?» (1953).
- Медаль Е. Бесков за ілюстрації до повісті «Зима-чарівниця» (1958).
- Премія Рудольфа Койву.
- Дипломи Ганса Крістіана Андерсена (1958, 1962, 1964).

## Твори

### Мумі-серія
- «Мумі і велика повінь» (1938–1945) (переклад українською Наталі Іваничук)
- «Різдво приходить у країну Мумі-тролів» (переклад українською Наталією Іванчук).
- «Комета прилітає» (1946) (укр. пер. Наталі Іваничук)
- «Капелюх Чарівника» (1949) (укр. пер. Наталі Іваничук)
- «Мемуари Тата Мумі-троля» (1950) (укр. пер. Наталі Іваничук)
- «А що буде потім?», книжка з малюнками для малюків (1952)
- «Небезпечне літо» (1954) (укр. пер. Наталі Іваничук)
- «Зима-чарівниця» (1957) (укр. пер. Наталі Іваничук)
- «Хто розважить малятко?», книжка з малюнками для малюків (1960)
- «Невидиме дитятко» (1962), збірка казкових новел (укр. пер. Наталі Іваничук)
- «Тато і море» (1965) (укр. пер. Наталі Іваничук)
- «Наприкінці листопада» (1970) (укр. пер. Наталі Іваничук)
- «Жахлива подорож», книжка з малюнками для малюків (1977)
- «Шахрай в будинку Мумі-тролів», книжка з малюнками для малюків (1980)

### Твори для дорослих
- «Дочка скульптора» (1968), автобіографічна повість
- «Літня книга» (1968), твори для дорослих
- «Місто сонця» (1974), роман
- «Чесний обман», «Кам'янисте поле», «Слухачка», збірки оповідань (1971)
- «Іграшковий дім» (1978), збірник оповідань
- «Камінне поле» (1984), повість.

## Українські видання
- «Країна Мумі-тролів. Книга перша» (Львів: Видавництво Старого Лева, 2004), переклад Наталі Іваничук
- «Країна Мумі-тролів. Книга друга» (Львів: Видавництво Старого Лева, 2005), переклад Наталі Іваничук
- «Країна Мумі-тролів. Книга третя» (Львів: Видавництво Старого Лева, 2005), переклад Наталі Іваничук
- «Капелюх Чарівника» (Львів: Видавництво Старого Лева, 2008), переклад Наталі Іваничук
- «Комета прилітає» (Львів: Видавництво Старого Лева, 2008), переклад Наталі Іваничук
- «Мемуари Тата Мумі-троля» (Львів: Видавництво Старого Лева, 2009), переклад Наталі Іваничук
- «Небезпечне літо» (Львів: Видавництво Старого Лева, 2009), переклад Наталі Іваничук
- «Джунглі в Долині Мумі-Тролів» комікс (Київ: «Видавництво Основи», 2015), переклад Ярослави Стріхи
- «Літня книжка» (Львів: Видавництво Старого Лева, 2017), переклад Наталі Іваничук
- «Диво-капелюх», переклад Ольги Сенюк